# Hymenoxys lemmonii
Hymenoxys lemmonii là một loài thực vật có hoa trong họ Cúc. Loài này được (Greene) Cockerell mô tả khoa học đầu tiên năm 1904.